# Georges Cousot
Marie Joseph Albert Georges Cousot, né le 22 mai 1857 à Dinant et y mort le 22 octobre 1927 fut un homme politique belge, actif dans le domaine médical, scientifique et social. Il représenta la démocratie chrétienne à ses débuts. Il est le fils de Théodule Clousot (1822-1888).
Docteur en médecine (UCL, 1881), il publia de nombreux ouvrages sur la neuro-pathologie. Il fut membre titulaire de l'Académie de Médecine (1908), et en devint vice-président (1924), puis président. Il dirigea les Thermes Dinantais, créés par son père et il reprend l' Institut Hydrothérapique, où il applique l'électrothérapie, les massages, la gymnastique.
En tant que député, il intervint sur le repos dominical (1903), les accidents du travail (1905), la limitation des heures de travail dans les mines (1908); rapporteur de la loi organique de l'Assistance Publique (1923). Il créa l' université populaire, qui porte maintenant son nom.
Il fut administrateur de l' Habitation de l’ouvrier, société de promotion des maisons ouvrières (1901). Membre du Parti catholique, il est conseiller communal de Dinant (1890-1912) et échevin (1899); Conseiller provincial; député, élu de l'arrondissement Dinant-Philippeville (1900-1910), puis sénateur provincial de Namur (1914-1919), élu de l'arrondissement Dinant-Philippeville (1919-1925) et sénateur provincial de Namur (1925-1927).
L'administration communale de Dinant attribua son nom à la rue Moulin des batteurs où il résidait jadis.

## Généalogie
- Il fut fils de Théodule, médecin (1822-1888) et Eugénie Destrée (+ 1859).
- Il épousa en 1883 Berthe Dupret (1857-);
  - Ils eurent 4 enfants : Georges (1884-1945) (qui eu a son tour 3 enfants, Patrick,Stéphane et Georges), Marie Louise (1885-1952), Albert (1889-1952) et Franz (1893-1959).